# Kooey Kooey Kooey
Kooey Kooey Kooey es un país ficticio del Universo DC, una isla del Pacífico sur que apareció por primera vez en Liga de la Justicia Internacional Annual N° 3 (agosto de 1989), creada por Keith Giffen y J. M. DeMatteis. Más tarde (Justice League America N° 34 de enero de 1990) se reveló que la isla es una criatura consciente que en ocasiones decide abandonar su ubicación y viajar, aunque este aspecto no ha sido explorado en los cómics.
Quizá sea reconocida principalmente por ser el lugar donde Blue Beetle y Booster Gold construyeron el Club LJI, su casino que resultó en fracaso. También es el lugar donde fue enterrada Silver Sorceress (Hechicera Plateada).
La isla apareció por última vez en el segundo volumen de Escuadrón Suicida (Suicide Squad), donde fue destruida totalmente por un maremoto que enviaron unos invasores extradimensionales.
- Datos: Q530987